# Riverhead (musikalbum)
Riverhead är ett soundtrack-album av det norska black metal-bandet Ulver. Albumet utgavs 2016 av skivbolaget House of Mythology och är soundtracket till den kanadensiska filmen med samma namn, regisserad av Justin Oakey.

## Låtförteckning
1. "Riverhead" – 5:13
2. "Dark Alley" – 1:34
3. "Road to Town" – 2:26
4. "In a Wooden Coat" – 3:08
5. "Idle Hands Are the Devil's Playthings" – 2:54
6. "Father's Feud" – 3:11
7. "In Memoriam" – 3:00
8. "Stoke the Fire" – 2:44
9. "Bored of Canada" – 3:30
10. "Hard Standing" – 1:55
11. "Stalking" – 1:31
12. "A Waste of Your Father's Life" – 2:09
13. "Spiteful Things" – 3:00
14. "The Hunt" – 1:51
15. "Snake in the Grass" – 4:07

- Text och musik: Ulver

## Medverkande
Musiker (Ulver-medlemmar)
- Kristoffer Rygg – sång, programmering
- Tore Ylwizaker (Tore Ylvisaker) – keyboard, programmering
- Jørn H. Sværen – div. instrument
- Daniel O'Sullivan – gitarr, basgitarr, keyboard

Bidragande musiker
- Kari Rønnekleiv – violin, hardingfela
- Ole-Henrik Moe – violin, viola, cello, hardingfela

Produktion
- Ulver – producent
- Kristoffer Rygg – ljudtekniker, ljudmix
- Tore Ylwizaker – ljudtekniker, ljudmix
- Jaime Gomez Arellano – mastering
- Paschalis Zervas – omslagsdesign